# Георгиос Завирас
Георгиос Завирас (на гръцки: Γεώργιος Ζαβίρας) е гръцки учен от XVIII век.

## Биография
Роден e в западномакедонския град Сятища, тогава Османската империя, днес Гърция. Племенник е на видния просвещенски философ Михаил Папагеоргиу, при когото получава начално образование. По-късно учи при Николаос Варкосис. Напуска родния си град на шестнадесет години и се мести в Унгария при роднини. Остава в различни градове на Унгария - в Рацкеве (1760 - 1769), в Калоча (1769 - 1773), в Кунсентмиклош (1773 - 1781), в Дунавече от 1782 и за пет години в Сабадсалаш (1787 – 1804). После продължава обучението си в Германия. Завръща се в Унгария, където живее 44 години до смъртта си през 1804 или 1805 година. Там работи като чиновник и около 1769 година открива собствено търговско предприятие. Често пътува по работа в други страни – Австрия, Германия, Влашко. Основава училище за гръцки емигранти в Калоча, където преподава и създава ценна библиотека, която завещава на гръцката църква в Пеща.
Автор е на 16 творби и 19 преводни книги. Повечето разглеждат теологични въпроси, и по-специално онези аспекти, които отличава Православната от Католическата църква. Също така разглежда, макар и по-малко, езикови и исторически въпроси. Най-голямото му и най-оригинално произведение е „Нова Гърция или гръцки театър“, публикувана през 1872 година. Тази работа включва биографии на гръцки учени и оценка на техните произведения. Използва се от други учени като основа за подобни проекти.
Умира в Пеща. За датата на смъртта Константинос Сатас казва 28 август 1804 година, а Антимос Газис – февруари 1805 година.